# Amparo López Jean
López  Jean est un nom espagnol. Le premier nom de famille, en général paternel, est López ; le second, en général maternel, souvent omis, est Jean.
Pour les articles homonymes, voir López et Jean.
Amparo López Jean, née à Culleredo, en Galice, le 30 octobre 1885 et morte le 12 novembre 1942 à Montauban, est une militante féministe républicaine espagnole, exilée en France.

## Biographie
Originaire de Culleredo, à la périphérie de La Corogne, elle parle galicien dans sa famille. 
Elle emménage avec sa mère à La Corogne et y poursuit ses études. Elle est la première bachelière de La Corogne.
Elle étudie également le chant et piano, avec le musicien José Baldomir, et la peinture avec Maximal Ramos.
Elle vit - sans se marier, ce qui est un scandale à l'époque - avec l'écrivain, journaliste et homme politique républicain César Alvajar.
Le couple a plusieurs enfants, dont l'écrivaine Amparo.
Entre 1933 et 1936, elle a un grand rôle dans le mouvement féministe, et rejoint en 1935 le Parti Galleguiste.
Avec la victoire du Front Populaire, en 1936, son époux est nommé gouverneur civil. La famille déménage alors à Soria.
Le 18 juillet 1936, lors du soulèvement militaire de Franco, la famille emménage à Madrid, puis à Valence. Amparo est professeure dans un collège de Manises. Ses amis Alfonso Castelao et Arturo Cuadrado sont les témoins du mariage de sa fille. 
La famille s'installe ensuite à Barcelone, en zone républicaine. Amparo travaille avec les comités d'aide aux soldats galiciens au front et à l'accueil des enfants réfugiés.
Après la fin de la Guerre, lorsque toute l'Espagne est occupée par les nationalistes, Amparo et son époux réussissent à s'exiler en France lors de la Retirada.
Ils sont séparés au camp de concentration d'Argelès-sur-Mer d'où il réussissent à s'évader et rejoindre le Calvados, à Vimoutiers, dans le département de l'Orne, où ils travaillent anonymement dans une usine d'essuie-mains.
Lorsque les nazis arrivent en Normandie, Amparo et sa famille doivent  fuir et gagnent Vichy, puis enfin la ville de Montauban, alors en zone libre.
Elle décède à Montauban le 12 novembre 1942.

## Postérité
- En 2006, la dépouille d'Amparo López Jean est transférée de Montauban jusqu'au cimetière de San Amaro de La Corogne.

- En sa mémoire, une rue de Culleredo[8] est nommée à son nom[9].